# 시체조
시체조(屍體組)는 시신을 처리하는 조선 민주주의 인민공화국의 정부 기관을 가리킨다.